# Хэтэуэй, Уильям Додд
Уильям Додд Хэтэуэй (англ. William Dodd Hathaway; 21 января 1924 — 24 июня 2013) — американский политик-демократ, представлял штат Мэн в Сенате и Палате представителей.

## Биография
Родился в Кембридже, Массачусетс. В 1942 году был призван в ВВС. Участвовал в бомбардировке румынских нефтехранилищ, был сбит над Плоешти. Попал в плен на два месяца. После окончания Второй мировой войны учился в колледже и юридической школе Гарвардского университета (до 1953). После окончания учёбы занялся адвокатской практикой в Льюистоне.
Перед тем, как в 1965 году занять кресло в Палаты представителей Хэтэуэй проработал на многих муниципальных и окружных должностях. В то время в штате наблюдалась небывалая популярность демократов, так как Мэн считался традиционно республиканским. В 1972 был избран в Сенат, обойдя Маргарет Смит. В 1978 году пошёл на переизбрание, но проиграл Уильяму Коэну.
После ухода из Сената поселился в Вашингтоне, где стал работать адвокатом. В 1990 году Джордж Буш-старший назначил его членом Федеральной морской комиссии (председатель в 1993—1996). В 1996 ушёл с должности.
После окончания политической карьеры жил в Вашингтоне.
У Уильяма Додда Хэтэуэя и его жены Мэри Ли Бирд (ум. в 2007) родилось двое детей, Сьюзен и Фред.
Уильям Додд Хатэуэй скончался 24 июня 2013 года в Вашингтоне.